# Кирилін Олександр Олексійович
Олександр Олексійович Кирилін (нар. 22 червня 1924, с. Рубіжне — 15 травня 1998, Сімферополь) — радянський військовослужбовець, учасник Німецько-радянської війни, повний кавалер ордена Слави, помічник командира взводу розвідки 690-го стрілецького полку, старший сержант — на момент подання до нагородження орденом Слави 2-го ступеня.

## Біографія
Народився 22 червня 1924 року в селі Рубіжне Вовчанського району Харківської губернії. Член ВКП з 1944 року. Закінчив 7 класів, у 1940 році — курси шоферів. Працював у Рубіжанській машинно-тракторної станції.
У вересні 1941 року добровольцем вступив до Червоної Армії і був зарахований в батальйон аеродромного обслуговування. В 1942 році при наближенні супротивників до Волги після неодноразових рапортів, спрямований стрільцем в 690-й стрілецький полк 126-ї стрілецької дивізії. Воював на Сталінградському, Південному та 4-му Українському фронтах. Брав участь у Сталінградській битві, Ростовській операції, боях на річці Міус, звільнення Донбасу та Криму.
Стрілець 690-го стрілецького полку червоноармієць Кирилін 8-9 квітня 1944 року при штурмі селища Армянськ одним з перших увірвався на його околицю, з автомата убив двох супротивників, закидав гранатами дзот, знищивши його розрахунок.
12 квітня на підступах до Сімферополю він підкрався до ворожих позицій і протитанковими гранатами придушив крупнокаліберний кулемет противника, чим забезпечив просування батальйону без втрат.
Наказом командира 126-ї стрілецької дивізії від 26 квітня 1944 року червоноармієць Кирилін Олександр Олексійович нагороджений орденом Слави 3-го ступеня.
Надалі він брав участь у визволенні Севастополя. В липні 1944 року 126-я стрілецька дивізія у складі 2-ї гвардійської армії була перекинута на 1-й Прибалтійський фронт і вела бої в ході Шяуляйської та Мемельської операцій.
30 липня 1944 року під час операції по виводу з оточення 88-го гвардійського стрілецького полку Кирилін виконував завдання з розвідки місця дислокації та визначення сил противника. У ході його виконання зняв трьох вартових, здобув цінні відомості і з трофейним кулеметом повернувся в розташування полку, за що був нагороджений орденом Червоної Зірки.
11 жовтня того ж року старший сержант Кирилін на чолі розвідувальної групи проводив розвідку переднього краю оборони противника північніше міста Шилуте. При виконання завдання група зіткнулася з розвідгрупою фашистів. У сутичці було знищено 18 супротивників і один узятий в полон. Особисто Кирилін вбив шістьох солдатів ворога.
З 12 жовтня, перебуваючи в тилу ворога, протягом трьох діб вів безперервну розвідку. За цей час він придушив три вогневі точки, знищив вісьмох солдатів противника.
15 листопада 1944 року старший сержант Олександр Кирилін Олексійович повторно нагороджений орденом Слави 3-го ступеня. Указом Президії Верховної Ради СРСР від 26 листопада 1958 року перенагороджений орденом Слави 1-го ступеня.
Знову відзначився під час боїв у Східній Пруссії.
25 січня 1945 року помічник командира взводу розвідки старший сержант Кирилін з розвідниками під обстрілом потай зайняв спостережний пункт попереду бойових порядків піхоти в 12 кілометрах на північний схід від міста Кенігсберг і протягом доби коригував вогонь артилерії, в результаті чого було придушено 15 вогневих точок ворога. Ведучи розвідку в ході наступу, повідомляв точні відомості про противника. В боях знищив 24 противників, а разом з бійцями 18 взяв у полон.
Наказом по 43-й армії від 18 лютого 1945 року старший сержант Олександр Кирилін Олексійович нагороджений орденом Слави 2-го ступеня.
8 квітня 1945 року в боях за Кенігсберг Кирилін на чолі групи з п'яти чоловік вступив в бій з противником і знищив три вогневі точки і 28 німецьких солдатів і офіцерів, ще 79 супротивників захопив у полон. За цей бій він був нагороджений орденом Червоного Прапора.
Після взяття Кенігсберга брав участь у Земландській та Берлінській операціях.
Після війни продовжив службу в армії. У 1968 році підполковник А. А. Кирилін звільнений у запас. Жив у місті Сімферополь. Працював начальником штабу цивільної оборони при Сімферопольської кондитерській фабриці, інженером відділу експлуатації в об'єднанні автомобільних станцій Криму. Помер 15 травня 1998 року.
Нагороджений орденами Червоного Прапора, Вітчизняної війни 1-й ступеня, 2 орденами Червоної Зірки, орденами Слави 1-го, 2-го і 3-го ступеня, медалями. Почесний громадянин міста Армянськ.